# 濱崎加奈子
濱崎 加奈子（はまさき かなこ）は、日本の伝統文化プロデューサー。伝統文化研究者。専修大学文学部准教授などを経て、京都府立大学文学部准教授。公益財団法人有斐斎弘道館代表理事、館長。専門は、香道・茶道・能楽・日本の美学・伝統文化論。北野天満宮和歌撰者。
神戸市出身。京都大学文学部哲学科（美学美術史学専攻）卒業。東京大学大学院総合文化研究科（超域文化科学・専攻表象文化論コース）後期博士課程修了、「香道の成立をめぐる諸問題—香と連歌と王権—」で学術博士。

## 略歴
研究者として
「香道の美学」「伝統文化プロデュース論」をテーマに研究を続ける。日本学術振興会特別研究員(PD)、京都女子大学文学部非常勤講師、京都精華大学文学部非常勤講師、同志社大学文化情報学部特別講師、京都工芸繊維大学工学部特任准教授、京都伝統工芸大学校非常勤講師、京都大学教育学部非常勤講師、専修大学文学部准教授、同志社女子大学非常勤講師を経て、現在京都府立大学文学部准教授、開志専門職大学　客員教授。

活動歴
2001年、伝統文化がコミュニティに果たす役割を考える「伝統の知恵ネットワーク」を結成。2003年、伝統文化に込められた知恵と美意識から学び・遊び・広める「伝統文化プロデュース連」を設立。日本の伝統文化の継承にかかわる、さまざまな問題を解決するプロジェクトを牽引。茶会や展覧会、アートイベントなど、その土地の歴史と空間性を生かすとともに、受け継がれてきた伝統的な文化にこめられた美意識をひもとくことによる、学術とアートの融合によるコーディネイトを数多く行う。
2009年より有斐斎弘道館の保存活動に携わり、現在、公益財団法人有斐斎弘道館代表理事 兼 館長。
北野天満宮和歌撰者、Living History京都・二条城協議会会長のほか、京都市の基本構想策定委員など数々の行政審議委員を歴任。京阪ホールディングス株式会社社外取締役。京都市環境審議会
- 京都市岡崎地域活性化ビジョン検討委員会委員
- 二条城の価値を活かし未来を創造する会
- コンテンツ産業振興に向けた有識者懇談会
- 未来の京都創造研究事業運営委員会
- 新たな観光振興計画を策定する審議会
- 京都景観賞審査委員会
- 京都遺産審査会
- Living Historyi n京都・二条城協議会会長 　など

## 著作

### 単著
- 『ふろしき』（PIE INTERNATIONAL、2011年）
- 『香道の美学ーその成立と王権・連歌』（思文閣出版、2017年）
- 『京都かがみ』（Mdn新書　2021/12/06）

### 共著
- 『京の花街ーひと・わざ・まち』（日本評論社、2009年）
- 『京菓子と琳派ー食べるアートの世界』（淡交社、2015年）
- 『賀茂御祖神社の歴史をひもとくー糺勧進能』（糺猿楽再興実行委員会、2016年）
- 『平成のちゃかぽんー有斐斎弘道館 茶の湯歳時記』（淡交社、2017年）
- 『壬生狂言鑑賞ガイド』（淡交社、2020年）
- 『知っておきたい和食の文化』（勉誠社、2022年）

### 編著
- 『小鼓ー心に響く音とわざの世界』（伝統文化プロデュース連、2009年）
- 『大倉源次郎の能楽談義』（淡交社、2017年）
- 『京都二条城と寛永文化』（青幻舎、2022年）　※監修

## プロデュース
- 江戸時代に皆川淇園がひらいた学問所「弘道館」を現代の学問・芸術サロン「有斐斎弘道館」として再興
- 史料「糺河原勧進猿楽図」をもとに賀茂御祖神社（下鴨神社）にて糺勧進能を550年ぶりに再興
- 北野天満宮にて漢詩と和歌による「曲水の宴」を千余年ぶりに再興
- 京菓子公募展「手のひらの自然」を有斐斎弘道館ほか、国宝・二条城二の丸御殿、重要文化財・旧三井下鴨別邸にて開催
- 東京オリンピック2020の最初の文化イベント「スポーツ・文化・ワールド・フォーラム」における世界遺産二条城（国宝二の丸御殿）でのおもてなしプログラム「第三代将軍徳川家光による後水尾天皇への饗応を再現」に総合プロデューサーとして参画

## 講演・シンポジウム
- 紀伊国屋書店シンポジウム「五感で探求する源氏物語の謎」(2011)
- 生物多様性フォーラム「伝統文化と生物多様性 ～自然の恵みに支えられる京文化～」(2013)
- 同志社大学「古典の美が創る京都の魅力」(2015)
- 京都市生涯学習市民フォーラム「京都 こころの創生」(2016)
- 京都創生推進フォーラム「京都から始まる日本文化の創生」(2016)
- 京町家まちづくりファンド 基調講演「京都文化の継承と発信」(2017)
- 京都創生連続講座in東京「「古典の日」から考える～雅の平安文化力～」(2017)
- 文化庁移転決定記念「プロフェッショナルに聞く-文化庁移転と文化芸術の未来」(2017)
- 京都府造園協同組合130周年記念「緑の文化-その伝統と創生」(2017)
- 古典の祭典「古典を遊ぶ　芸能の世界〜香ることば・舞うことば〜」(2017)
- 京都市新景観政策10年「景観・文化の継承と創造」(2017)
- 文化庁「暮らしの文化フォーラム・生活文化の発信」(2017)
- 京菓子コレクション「芸術としての京菓子」(2018)
- 京都館トークイベント「伝統文化×デザイン×ITの融合」(2018)
- 日本造園学会全国大会「庭に学ぶ、 庭から学ぶ」(2018)
- 都市創造フォーラム「地域とともに〜新たな価値の創造」（2018)
- 世界文化自由都市宣言40周年シンポジウム（2018）＊コーディネーター
- 日本学術会議in京都「伝統文化と科学・技術・リベラルアーツ」(2018)

## メディア

### テレビ出演
- KBSテレビ番組「京bizW」2010年6月
- ABC放送「京都タイムトラベラー」2013年 - 2014年
- KBS京都放送「年越しカウントダウン」2013年 - 2014年
- KBS京都経済情報番組「京BizS」コメンテーター（番組内の「ビジネス温故知新」コーナーも担当）2013年 - 2014年
- BS朝日『京都ぶらり歴史探訪』4時間スペシャル 1200年 京都の春物語 ～桜満開から新撰組～2018年4月

### 雑誌掲載
- 『WEDGE』2008年８月号
- 『婦人画報』2010年5月号
- 『和楽』2010年6月号
- 『きものsalon』2012年春夏号
- 『婦人画報』2017年9月号
- 『Concierge』
- 『Fortuna』
- 『ADDICTAM』
- 『DEPARTURES』
- 『Conde Nast Traveler』

### 新聞掲載
- 京都新聞インタビュー記事（2008年）
- 京都新聞インタビュー記事（2009年）
- 京都新聞文化欄「京のサロン文化”輝き”を今に」に掲載（2010年）
- 朝日新聞元旦号「伝統文化の若き担い手たち」に取材協力（2010年）
- 京都新聞元旦「初夢対談」に掲載（2010年）
- 京都新聞正月スペシャルトーク（2018年）
- 京都新聞京都大好きトーク（2018年）

### 連載
- 季刊誌『発見上手』にて「発見コラム～和の歳時と趣向」（連載中）
- 月刊誌『茶の湯』にて「伝統文化を現代につなぐ」（連載中）
- フリーペーパー『京都コロン』にて「館長数珠つなぎ」（連載中）
- 月刊誌『知恩』にて「いろはにほへど～伝統歳時記」
- 新聞（山陽新聞、徳島新聞、中部経済新聞、神戸新聞、信濃毎日新聞）にて「手のひらの自然～京菓子、その銘と意匠」

## その他
- JR京都伊勢丹にて展覧会「あいのおと・あいのことのは・あいのうつわ展[5]」にアーティストとして参加（2018年）